# Lista över biskopar av Plasencia
Följande personer har varit biskopar av Plasencia (Spanien):
- Bricio (1190–1212)
- Domingo (1212–1232)
- Adán (1234–1262)
- Simón (eller Jimeno) (1263–1268)
- Pedro Fernández (1269–1271)
- Pedro el maestro (1272–1284)
- Juan Alfonso (1285–1290)
- Diego (1290–1295)
- Domingo (1295–1326)
- Juan (1329–1330)
- Jimeno (1330–1332)
- Benito (1332–1343)
- Sancho (1344–1355)
- Nicolás (1356–1362)
- Juan Guerra (1364–1372)
- Pedro de Manso (1372–1373)
- Martín (1373–1375)
- Pedro (1375–1401)
- Vicente Arias Balboa (1403–1414)
- Gonzalo de Zúñiga (1415–1422)
- Diego de Badán (1422–1423)
- Gonzalo de Santa María (1423–1446)
- Juan Carvajal (1446–1469)
- Rodrigo de Ávila (1470–1492)
- Gutiérre Álvarez de Toledo (1496–1506)
- Gómez de Toledo Solís (1508–1521)
- Bernardino López de Carvajal (1521–1523)
- Gutierre Vargas de Carvajal (1524–1559)
- Pedro Ponce de Léon (1560–1573)
- Martín de Córdoba Mendoza, O.P. (1574–1578)
- Francisco Tello Sandoval (1578–1580)
- Andrés de Noronha (1581–1586)
- Juan Ochoa Salazar (1587–1594)
- Pedro González Acevedo (1594–1609)
- Enrique Enríquez, O.S.A. (1610–1622)
- Sancho Dávila Toledo (1622–1626)
- Plácido Pacheco de Haro, O.S.B. (1623–1639)
- Francisco Hurtado de Mendoza y Ribera (1627–1630)
- Cristóbal Lobera Torres (1630–1632)
- Plácido Pacheco (1633–1639)
- Diego Arce Reinoso (1640–1652)
- Juan Coello de Sandoval (1652–1655)
- Francisco Guerra (1656–1657)
- Luis Crespi de Borja (1658–1663)
- Alfonso Enríquez (1664–1664)
- Diego Riquelme y Quirós (1665–1668)
- Diego Sarmiento de Valladares (1668–1677)
- Juan Lozano, O.S.A. (1677–1679)
- Juan Herreros Jaraba (1681–1681)
- José Jiménez de Samaniego (1683–1692)
- Juan de Villacé y Vozmediano (1693–1694)
- José González (1695–1698)
- Bartolomé de Ocampo (1699–1703)
- José Gregorio de Rojas (1704–1709)
- Bartolomé Cernuda Rico y Piñeros (1713–1715)
- Francisco Eustaquio Perea Porras (1715–1720)
- Juan Montalbán Gómez, O.P. (1720–1720)
- Francisco Laso de la Vega Córdova, O.P. (1721–1738)
- Pedro Manuel Dávila Cárdenas (1738–1742)
- Plácido Bailés Padilla, O.S.A. (1742–1747)
- Francisco Antonio Bustamante Jiménez (1747–1749)
- José Ignacio Rodríguez Cornejo (1750–1755)
- Pedro Gómez de la Torre (1756–1759)
- Juan Francisco Manrique Lara (1760–1765)
- Francisco Antonio de Lorenzana y Butrón (1765–1766)
- José González Laso Santos de San Pedro (1766–1803)
- Lorenzo Igual Soria (1803–1814)
- Antonio Carrillo Mayoral (1815–1826)
- Cipriano Sánchez Varela (1826–1848)
- José Avila Lamas (1852–1857)
- Bernardo Conde Corral, O. Praem. (1857–1863)
- Gregoria María López Zaragoza (1863–1869)
- Pedro Casas y Souto (1875–1906)
- Francisco Jarrín y Moro (1906–1912)
- Manuel Torres y Torres (1913–1914)
- Angel Regueras y López (1915–1923)
- Justo Rivas Fernández (1924–1930)
- Feliciano Rocha Pizarro (1935–1945)
- Juan Pedro Zarranz y Pueyo (1946–1973)
- Antonio Vilaplana Molina (1976–1987)
- Santiago Martínez Acebes (1988–1992)
- Carlos López Hernández (1994–2003)
- Amadeo Rodríguez Magro (2003––2016)
- José Luis Retana Gozalo (sedan 2017)